# 루이스 토사르
루이스 토사르(스페인어: Luis Tosar, 1971년 10월 13일 ~ )는 스페인의 배우이다.

## 출연 작품
- 스틸 더 머니: 314 비밀금고 - 갈레고 역
- 토로
- 1898, 아워 라스트 맨 인 더 필리핀스